# Crepidium macrotis
Crepidium macrotis är en orkidéart som först beskrevs av Friedrich Fritz Wilhelm Ludwig Kraenzlin, och fick sitt nu gällande namn av Dariusz Lucjan Szlachetko. Crepidium macrotis ingår i släktet Crepidium, och familjen orkidéer. Inga underarter finns listade i Catalogue of Life.